# Francisco Castro Rodrigues

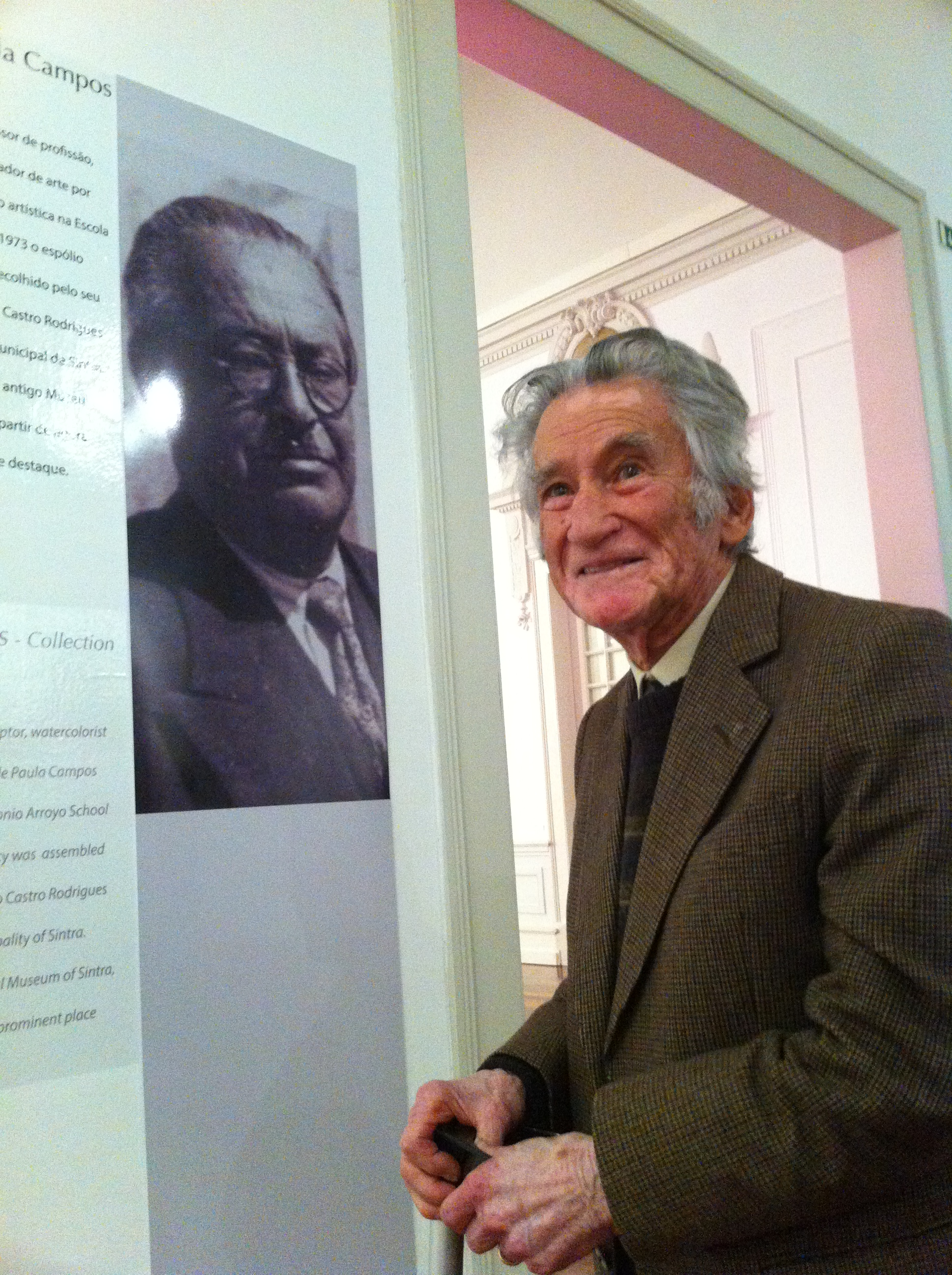
Francisco Castro Rodrigues 2014 bei einer Ausstellungseröffnung

Francisco Castro Rodrigues (* 21. Oktober 1920 in Lissabon; † 2. Mai 2015 ebenda) war ein portugiesischer Architekt, der besonders in der angolanischen Stadt Lobito über drei Jahrzehnte lang aktiv war.

## Leben
Francisco Castro Rodrigues wurde am 21. Oktober in der portugiesischen Hauptstadt Lissabon geboren. Nach seiner Schulausbildung studierte Rodrigues zunächst von 1940 bis 1941 Ingenieurwissenschaften am Instituto Superior Técnico, bevor er zur Escola de Belas Artes wechselte, um dort Architektur zu studieren. Das Studium schloss er 1951 ab.
Bereits von 1939 bis 1943 arbeitete Rodrigues im Büro von Veloso Reis Camelo. Von 1946 bis 1953 arbeitete er mit den Architekten João Simões und José Humberto Lobo von Portugal aus an Projekten in den portugiesischen Kolonien, insbesondere Angola, Kap Verde und São Tomé und Príncipe.
Er übernahm verschiedene Lehraufträge und Ämter, etwa als Leiter des bedeutenden Kulturvereins Sociedade Nacional de Belas Artes in den Jahren 1945 bis 1953. Mit Celestino Castro erarbeitete er erstmals eine komplette Übersetzung der Charta von Athen (CIAM), die sie in der Zeitschrift Arquitectura von Januar bis Dezember 1948 veröffentlichten.
Er stand in Opposition zum repressiven Estado-Novo-Regime unter Salazar und war Mitglied der illegalen Kommunistischen Partei Portugals, von der er sich ab 1949 entfernte. Nachdem die Geheimpolizei PIDE ihn vom 26. März bis 6. Juni 1947 vorübergehend verhaftet hatte, und ihm 1953 die Annahme einer zugesagten Stelle im Architekturbüro der Lissabonner Stadtverwaltung unmöglich machte, ging er nach Angola, wo er Leiter der Architektur-Abteilung der Câmara Municipal von Lobito wurde. Ursprünglich mit einem Vertrag über vier Jahre angestellt, blieb er hier bis 1987 tätig, in verschiedenen Funktionen, darunter Leiter der Stadtplanungsabteilung und der Abteilung für Kultur, Öffentlichkeitsarbeit und Tourismus. Auch beim Aufbau der staatlichen Architektur-Studiengänge der Republik Angola wirkte er mit, sowohl als Hochschullehrer, als auch in beratender Funktion für das Bildungsministerium.
1988 kehrte er nach Portugal zurück, wo er, nach der portugiesischen Nelkenrevolution und bedingt durch die Eskalation des Bürgerkriegs in Angola, zwischen November 1975 und April 1976 bereits vorübergehend gelebt hatte, und in Moura und Beja an Projekten mitwirkte. 1993 wurde er von der Stadt Lobito zu den Stadtfesten eingeladen und dort geehrt. Er lebte bis zuletzt in dem kleinen Ort Azenhas do Mar an der portugiesischen Atlantikküste, in der Gemeinde Colares. Rodrigues starb am 2. Mai 2015 im Lissabonner Krankenhaus Hospital de Santa Maria.

## Werke (Auswahl)

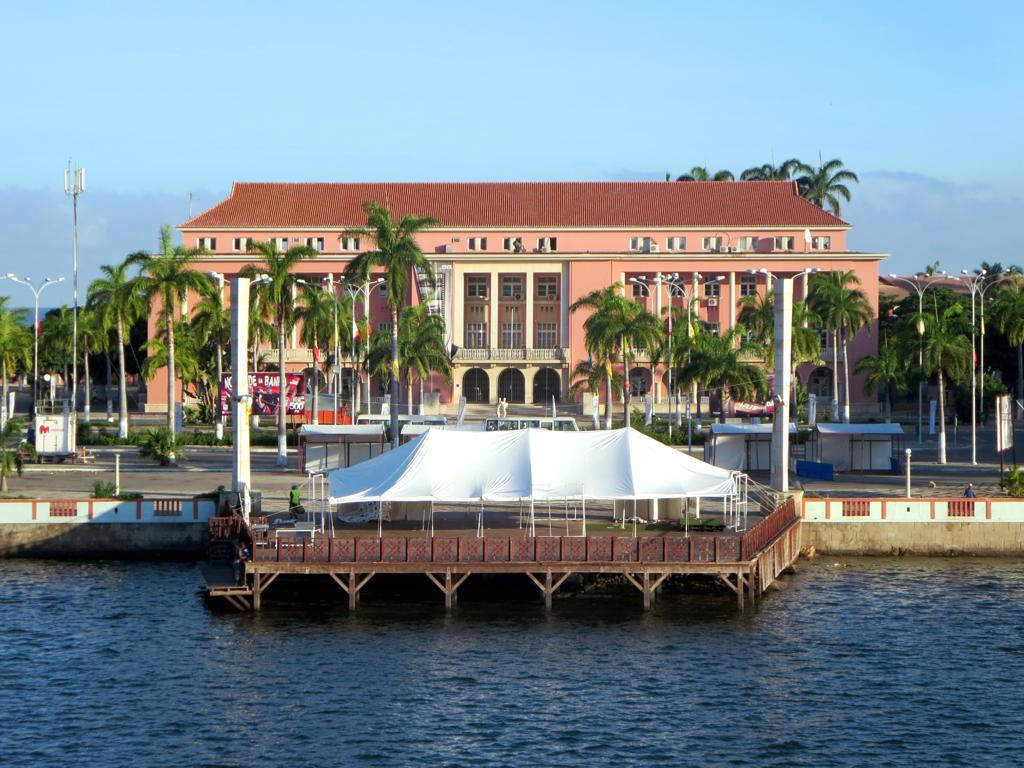
Paços do Concelho, Lobito (1955/62)

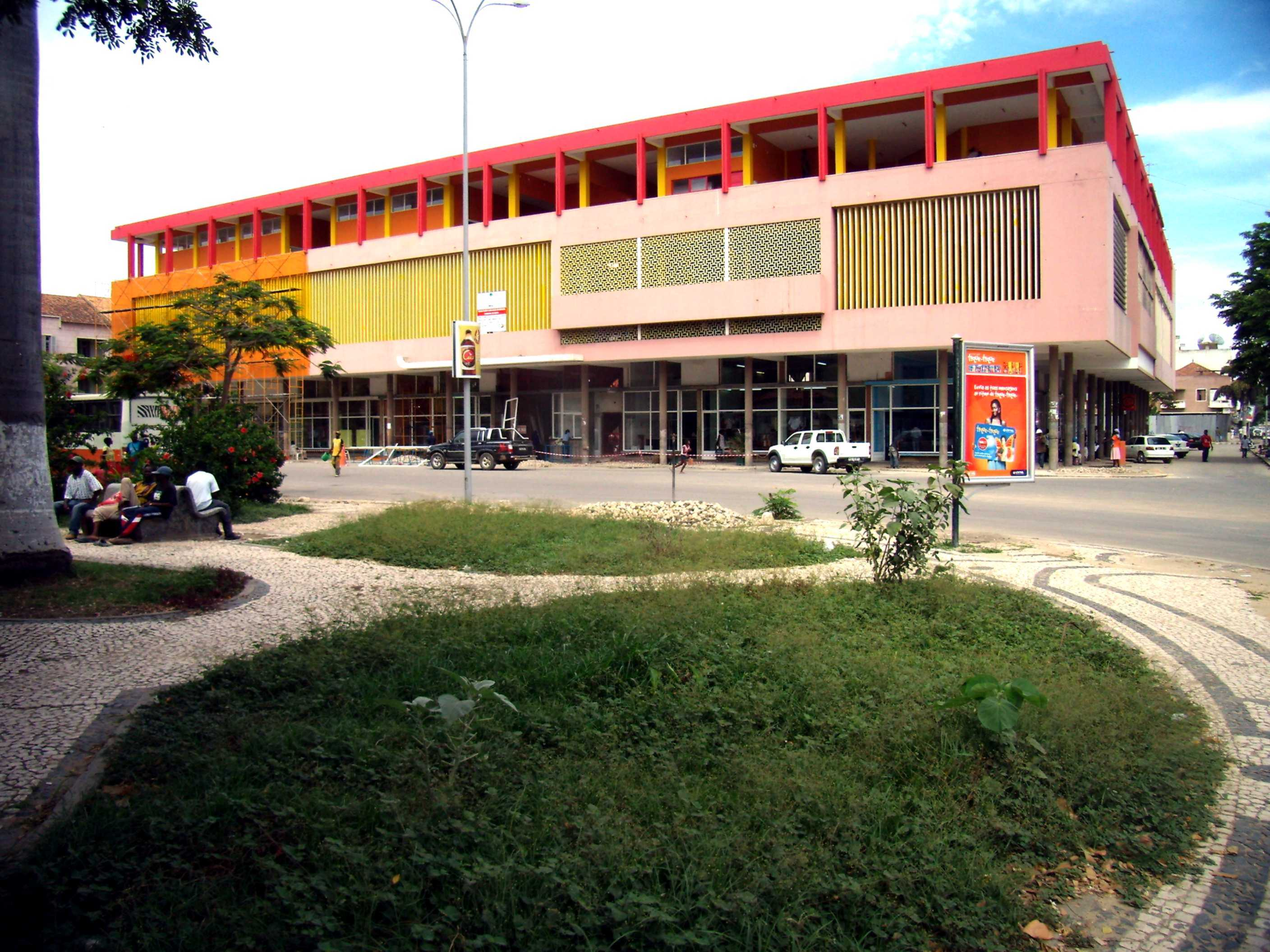
Mercado Municipal, Lobito (1958–64)

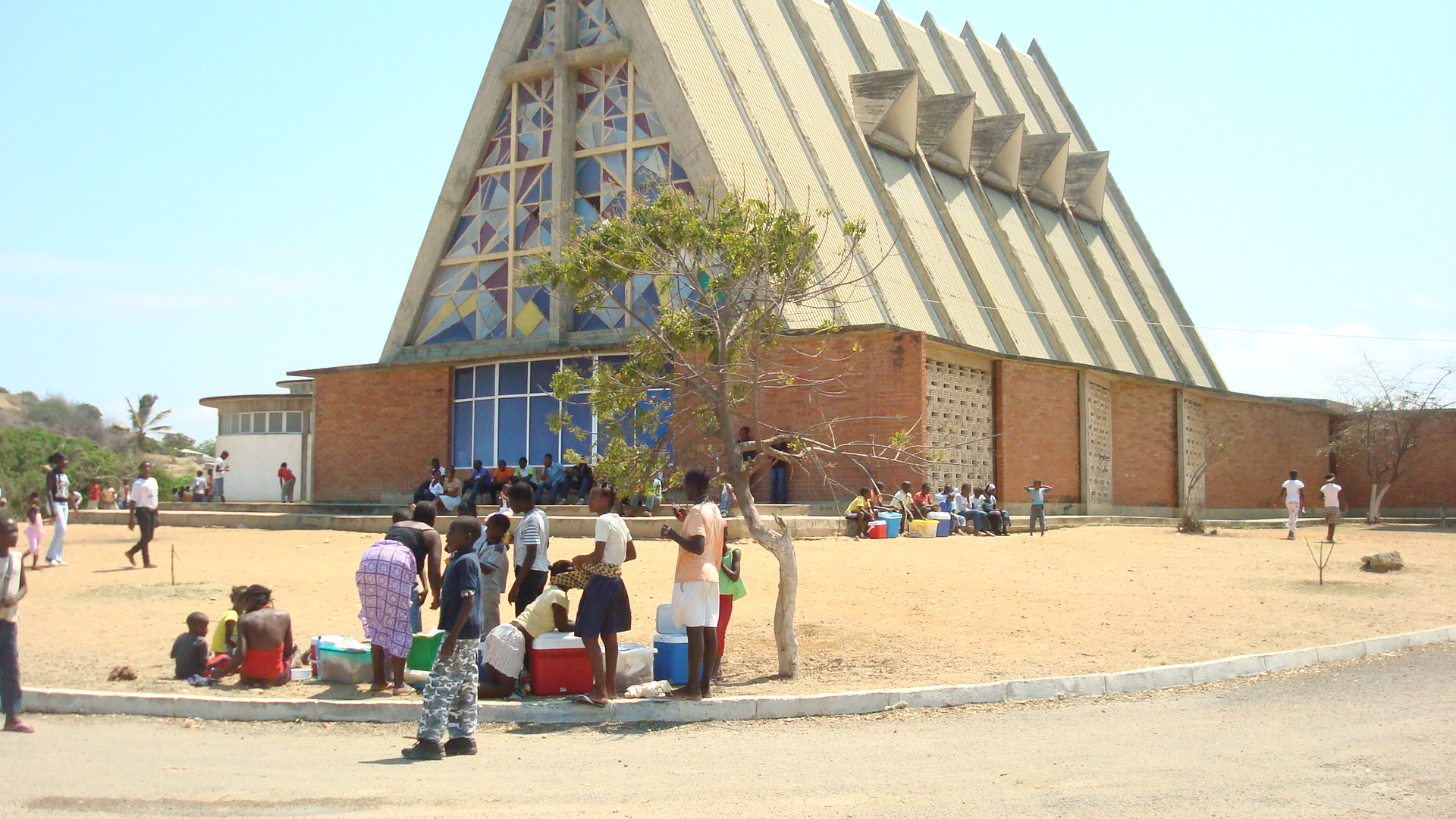
Igreja de Nossa Senhora da Conceição, Sumbe (1966)

- 1951–52: Urbanisierungsplan für Lobito[1]
- 1952–55: Bloco „Casa Sol“, Lobito; mit Azulejos von Manuel Ribeiro de Paiva[1][5]
- 1955: Ausbau des Paços do Concelho, Lobito[1]
- 1956: Urbanisierungsplan für Catumbela[1]
- 1956: Edifício Marques Seixas, Novo Redondo [Sumbe][6]
- 1957–61: Edifício "A Universal", Lobito[1][7]
- 1958–64: Mercado Municipal, Lobito[1][8]
- 1963: Cine-Esplanada Flamingo, Lobito[1][9]
- 1964: Flughafen Lobito[1][10]
- 1966: Igreja de Nossa Senhora da Conceição, Novo Redondo [Sumbe][11]
- 1966–1967: Liceu Nacional Almirante Lopes Alves, Lobito[1][12]
- 1967: Casa Doutor Figueiredo, Mariana Machado [Ganga][13]
- 1967: Posto Clínico/Centro de Saúde, Mariana Machado [Ganga][14]
- 1960er Jahre: Bloco da Cooperativa "O Lar do Namibe", Lobito[15]
- 1970: Paços do Concelho, Novo Redondo [Sumbe][16]
- 1971: Câmara Municipal, Mariano Machado [Ganda]
- 1971–72: Liceu D. Inocêncio Sousa Coutinho, Novo Redondo [Sumbe][17]
- 1972: Palácio da Justiça, Novo Redondo [Sumbe][17]
- 1973: Fábrica de Tintas Robbialac, Lobito